# جريمة قتل في الظلام (روايات)
جريمة قتل في الظلام هي مجموعة روايات قصيرة للكاتبة الكندية مارغريت أتوود ، نشرت عام 1983. وقد نُشرت بعض القطع في وقت سابق.  تتراوح القطع الـ 27 بين مجموعة متنوعة من الأساليب، بما في ذلك السّيرة الذّاتية الخيالية والأمثال وقصص السّفر والهجاء وقصائد النّثر. تتماسك القطع معًا من خلال موضوعاتها الرّئيسية المتمثّلة في الخسارة والتّهديد والإرهاب وإساءة استخدام الرّجال للسلطة.
أعيد نشر الكتاب في عام 1994، بالاشتراك مع عمل آخر لآتوود بعنوان عظام جيدة، كجزء من المجموعة الموسّعة عظام جيدة وجرائم قتل بسيطة.

## المحتويات
- السيرة الذاتية
- مواد خام
- جريمة قتل في الظلام

تشير جريمة القتل في الظلام إلى إحدى ألعاب الطفولة (التي يلعبها الكبار أيضًا) حيث يتم تعيين شخص سرًا كقاتل، ويتم تعيين آخر محققًا. يغادر المحقق الغرفة، وفي الظلام "يقتل" القاتل أحد اللاعبين الآخرين، الّذي يصرخ ويتظاهر بالموت. وعند سماع صوت الصّراخ يعود المحقّق لاستجواب جميع اللاعبين من أجل تحديد من هو القاتل. يجب على جميع الّلاعبين قول الحقيقة، باستثناء القاتل الّذي يجب أن يكذب. تستخدم أتوود هذه الّلعبة لوصف العلاقة بين المؤلّف والقارئ والنّاقد: الكاتب هو القاتل، والنّاقد هو المحقق، والقارئ هو الضّحية.
- صامت
- صنع السم
- يغلي

Simmering عبارة عن هجاء يقدم المستقبل كوقت يتم فيه عكس الأدوار الغربية التقليدية للجنسين: الرجال هم مدبرة المنزل والنساء يعملن في المكاتب. يعد الطبخ ووصفات الطعام من رموز المكانة الاجتماعية للرجال، الذين ينشئون جمعيات سرية من خلال المصافحات التي تحمل أسماء أطباق الطهي. تعاني النّساء من حسد المطبخ، ومازلن يحلمن بالحرية.
- هي
- السنوية الخاصة بالأولاد، 1911
- روايات نسائية
- يعبد
- قبل الحرب
- نهايات سعيدة
- الايقونية
- كاريكاتير الرعب
- خبز
- إعجاب الرجال
- أصدقائهن
- الصفحة

- فراولة
- بورليسك النصر
- له
- إغماء
- ميئوس منه
- المثل
- يُسلِّم
- دائم
- تعليمات للعين الثالثة

"العين الثّالثة" هي العين التي ترى الواقع القاسي، والّتي يفضل معظم الناس تركها عمياء. لكن العين الثالثة تظهر الحقيقة. هذه القصّة عبارة عن صفحة واحدة فقط ومكتوبة كسلسلة من الفقرات القصيرة الّتي "توجيه" القارئ حول كيفية استخدام العين الثالثة.